# Сентиментализм
Сентиментали́зм (фр. sentimentalisme, от фр. sentiment — чувство) — направление в европейской культуре и соответствующее литературное направление. Произведения, написанные в рамках данного художественного направления, делают особый акцент на чувственность, возникающую при их прочтении. В Европе существовал с 20-х по 80-е годы XVIII века, в России — с конца XVIII до начала XIX веков.
Сентиментализм возник как протест против оторванности классицизма от жизни и отличавшееся излишней чувствительностью и идеализированным изображением людей, их переживаний, жизненной обстановки и природы.

Доминантой «человеческой природы» сентиментализм объявил чувство, а не разум, что отличало его от классицизма. Не порывая с просвещением, сентиментализм остался верен идеалу нормативной личности, однако условием её осуществления полагал не «разумное» переустройство мира, а высвобождение и совершенствование «естественных» чувств. Герой просветительской литературы в сентиментализме более индивидуализирован, его внутренний мир обогащается способностью сопереживать, чутко откликаться на происходящее вокруг. По происхождению (или по убеждениям) сентименталистский герой — демократ; изображение богатого духовного мира простолюдина — одно из основных открытий и завоеваний сентиментализма.

Наиболее выдающиеся представители сентиментализма — Гёте (Германия), Джеймс Томсон, Эдуард Юнг, Томас Грей, Лоренс Стерн (Англия), Жан Жак Руссо (Франция), Николай Михайлович Карамзин (Россия).

## Сентиментализм в английской литературе

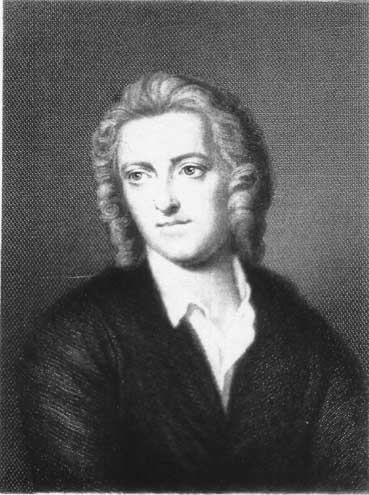
Томас Грей

Родиной сентиментализма была Англия. В конце 20-х годов XVIII в. Джеймс Томсон своими поэмами «Зима» (1726), «Лето» (1727), «Весна» и «Осень», впоследствии соединёнными в одно целое и изданными в 1730 году под названием «Времена года», содействовал развитию в английской читающей публике любви к природе, рисуя простые, непритязательные сельские ландшафты, следя шаг за шагом за различными моментами жизни и работ земледельца и, видимо, стремясь поставить мирную, идиллическую деревенскую обстановку выше суетной и испорченной городской.
В 40-х годах того же столетия Томас Грей, автор элегии «Сельское кладбище» (одно из известнейших произведений кладбищенской поэзии), оды «К весне» и других, подобно Томсону, старался заинтересовать читателей деревенской жизнью и природой, пробудить в них сочувствие к простым, незаметным людям с их нуждами, горестями и верованиями, придавая вместе с тем своему творчеству задумчиво-меланхолический характер.
Другой характер носят знаменитые романы Ричардсона — «Памела» (1740), «Кларисса» (1748), «История сэра Чарльза Грандисона» (1754) — также являющиеся ярким и типичным продуктом английского сентиментализма. Ричардсон был совершенно нечувствителен к красотам природы и не любил её описывать, — но он выдвинул на первое место психологический анализ и заставил английскую, а затем и всю европейскую публику живо интересоваться судьбою героев и особенно героинь его романов.
Лоренс Стерн в «Сентиментальном путешествие по Франции и Италии» (1768; по имени этого произведения и само направление было названо «сентиментальным») соединил чувствительность Ричардсона с любовью к природе и своеобразным юмором. «Сентиментальное путешествие» сам Стерн называл «мирным странствием сердца в поисках за природою и за всеми душевными влечениями, способными внушить нам больше любви к ближним и ко всему миру, чем мы обыкновенно чувствуем».

## Сентиментализм во французской литературе

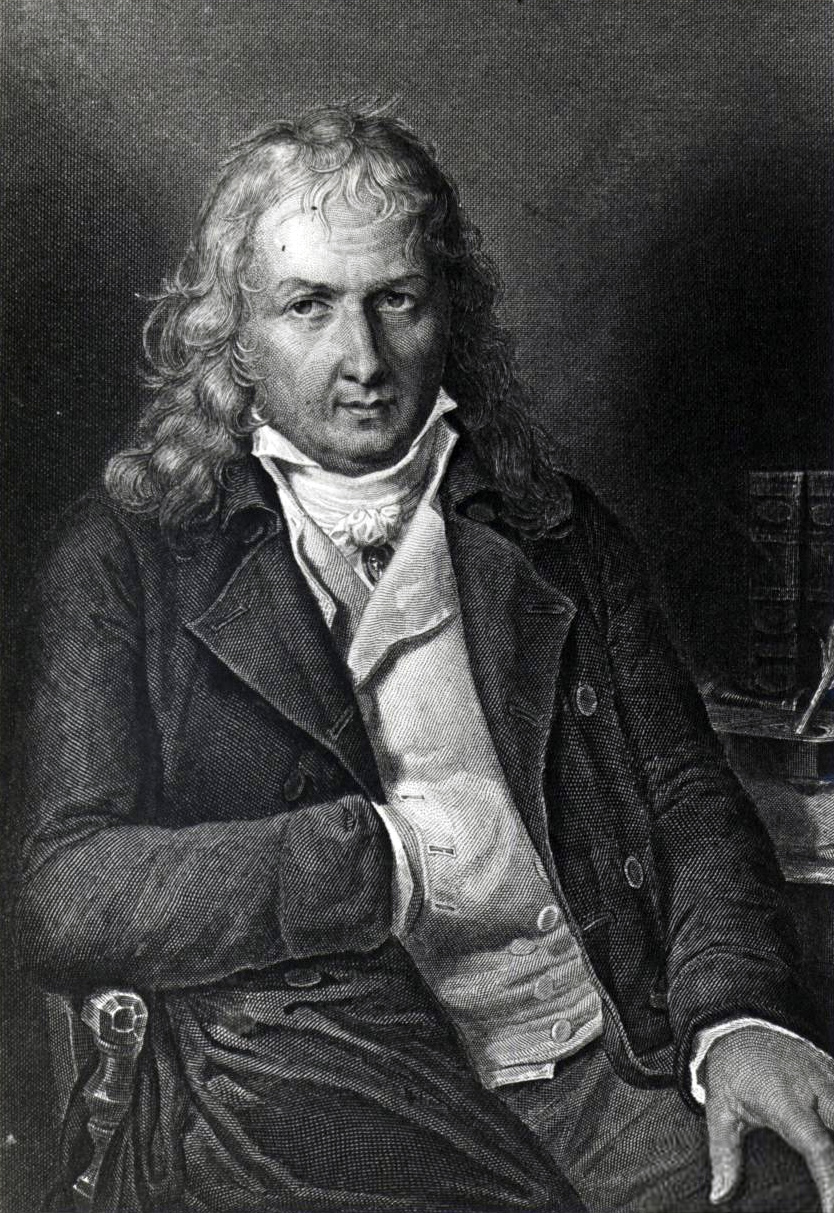
кок-Анри Бернарден де Сен-Пьер

Перейдя на континент, английский сентиментализм нашёл во Франции уже несколько подготовленную почву. Совершенно независимо от английских представителей этого направления Аббат Прево («Манон Леско», «Клевеланд») и Мариво («Жизнь Марианны») приучили французскую публику восторгаться всем трогательным, чувствительным, несколько меланхолическим.
Под тем же влиянием создалась и «Юлия, или Новая Элоиза» Ж. Ж. Руссо (1761), который всегда с уважением и сочувствием отзывался о Ричардсоне. Юлия многим напоминает Клариссу Харлоу, Клара — её подругу, мисс Хоув. Морализирующий характер обоих произведений также сближает их между собою; но в романе Руссо играет видную роль природа, с замечательным искусством описываются берега Женевского озера — Вевэ, Кларан, роща Юлии. Пример Руссо не остался без подражания; его последователь, Бернарден де Сен-Пьер, в своём знаменитом произведении «Поль и Виржини» (1787) переносит место действия в Южную Африку, точно предвещая лучшие сочинения Шатобриана, делает своими героями прелестную чету влюбленных, живущих вдали от городской культуры, в тесном общении с природою, искренних, чувствительных и чистых душою.

## Сентиментализм в русской литературе
В Россию сентиментализм проник в 1780-х — начале 1790-х благодаря переводам романов «Вертер» И. В. Гёте, «Памела», «Кларисса» и «Грандисон» Ричардсона, «Новая Элоиза» Руссо, «Поль и Виржини» Бернардена де Сен-Пьера. Эру русского сентиментализма открыл Николай Михайлович Карамзин «Письмами русского путешественника».
Его повесть «Бедная Лиза» (1792) — шедевр русской сентиментальной прозы; от гётевского Вертера он унаследовал общую атмосферу чувствительности, меланхолии и темы самоубийства.
Сочинения Н. М. Карамзина вызвали к жизни огромное число подражаний; в начале XIX в. появились «Бедная Маша» А. Е. Измайлова (1801) и «Путешествие в полуденную Россию» (1802), «Генриетта, или Торжество обмана над слабостью или заблуждением» Ивана Свечинского (1802), многочисленные повести Г. П. Каменева («История бедной Марьи», «Несчастная Маргарита», «Прекрасная Татьяна») и прочие.
Иван Иванович Дмитриев принадлежал к группе Карамзина, выступавшей за создание нового поэтического языка и боровшейся против архаического высокопарного слога и изживших себя жанров.
Сентиментализмом отмечено раннее творчество Василия Андреевича Жуковского. Публикация в 1802 году перевода элегии «Сельское кладбище» Т. Грея стала явлением в художественной жизни России, ибо он перевёл поэму «на язык сентиментализма вообще, перевёл жанр элегии, а не индивидуальное произведение английского поэта, имеющее свой особый индивидуальный стиль» (Е. Г. Эткинд). В 1809 году Жуковский написал сентиментальную повесть «Марьина роща» в духе Н. М. Карамзина.
Русский сентиментализм к 1820 году исчерпал себя. Он был одним из этапов общеевропейского литературного развития, который завершал эпоху Просвещения и открывал путь к романтизму.

### Основные черты русского сентиментализма
- Отказ от прямолинейности классицизма.
- Подчеркнутая субъективность подхода к миру,
- Культ чувства, чувствительности,
- Культ природы,
- Культ врождённой нравственной чистоты, неиспорченности,
- Утверждение богатого духовного мира представителей низших сословий,
- Внимание уделяется душевному миру человека, на первом месте стоят чувства, а не разум и великие идеи.

## В живописи
Направление западного искусства второй половины XVIII, выражающее разочарование в «цивилизации», основанной на идеалах «разума» (идеологии Просвещения). Сентиментализм провозглашает чувство, уединенное размышление, простоту сельской жизни «маленького человека». Идеологом сентиментализма считается Жан Жак Руссо.
Одной из характерных особенностей русского портретного искусства этого периода была гражданственность. Герои портрета уже не живут в своем замкнутом обособленном мире. Сознание быть необходимым и полезным отечеству, вызванное патриотическим подъёмом в эпоху Отечественной войны 1812 года, расцвет гуманистической мысли, в основе которой лежало уважение к достоинству отдельного человека, ожидание близких социальных перемен перестраивают мироощущение передового человека. К этому направлению примыкает представленный в зале портрет Н. А. Зубовой, дочери А. В. Суворова, скопированный неизвестным мастером с портрета И. Б. Лампи Старшего, изображающий молодую женщину в парке, вдали от условностей светской жизни. Она задумчиво с полуулыбкой смотрит на зрителя, в ней все — простота и естественность. Сентиментализм противопоставлен прямолинейному и излишне логическому рассуждению о природе человеческого чувства, эмоциональное восприятие, непосредственно и более надёжно ведущее к постижению истины. Сентиментализм расширил представление о душевной жизни человека, приблизившись к пониманию её противоречий, самого процесса человеческого переживания. На рубеже двух веков развивалось творчество Н. И. Аргунова, одаренного крепостного графов Шереметевых. Одна из существенных тенденций в творчестве Аргунова, которая не прерывалась на протяжении XIX веков — стремление к конкретности выражения, непритязательности подхода к человеку. В зале представлен портрет графа Н. П. Шереметева. Он был подарен самим графом Ростовскому Спасо-Яковлевскому монастырю, где на его средства возводился собор. Портрету свойственна реалистическая простота выражения, свободная от украшательства и идеализации. Художник избегает писать кисти рук, сосредотачивает внимание на лице модели. Колорит портрета построен на выразительности отдельных пятен чистого цвета, красочных плоскостей. В портретном искусстве этого времени складывается тип скромного камерного портрета, полностью освобождающегося от каких либо черт внешней обстановки, демонстративного поведения моделей (портрет П. А. Бабина, П. И. Мордвинова). Они не претендуют на глубокий психологизм. Мы имеем дело лишь с достаточно ясной фиксацией моделей, спокойного душевного состояния. Отдельную группу составляют представленные в зале детские портреты. В них подкупает простота и ясность трактовки образа. Если в XVIII веке чаще всего дети изображались с атрибутами мифологических героев в виде амуров, Аполлонов и Диан, то в XIX веке художники стремятся передать непосредственный образ ребёнка, склад детского характера. Портреты представленные в зале, за редкими исключениями происходят из дворянских усадеб. Они входили в усадебные портретные галереи, основой которых были фамильные портреты. Собрание носило интимный преимущественно мемориальный характер и отражало личные привязанности моделей и их отношение к предкам и современникам, память о которых старались сохранить для потомков. Изучение портретных галерей углубляет представление об эпохе, позволяет более рельефно ощутить ту конкретную обстановку, в которой жили произведения прошлого, и понять ряд особенностей их художественного языка. Портреты дают богатейший материал для изучения истории отечественной культуры.
Особенно сильное влияние сентиментализма испытал В. Л. Боровиковский, изображавший многие свои модели на фоне английского парка, с мягким, чувственно-ранимым выражением на лице. Боровиковский был связан с английской традицией через кружок Н. А. Львова — А. Н. Оленина. Он хорошо знал типологию английского портрета, в частности, по работам модной в 1780-е годы немецкой художницы А. Кауфман, получившей образование в Англии.
Некоторое влияние на русских живописцев оказали и английские пейзажисты, например, такие мастера идеализированного классицистического пейзажа, как Я. Ф. Хаккерт, Р.Уилсон, Т.Джонс, Дж. Форрестер, С. Дэлон. В пейзажах Ф. М. Матвеева прослеживается влияние «Водопадов» и «Видов Тиволи» Я. Мора.

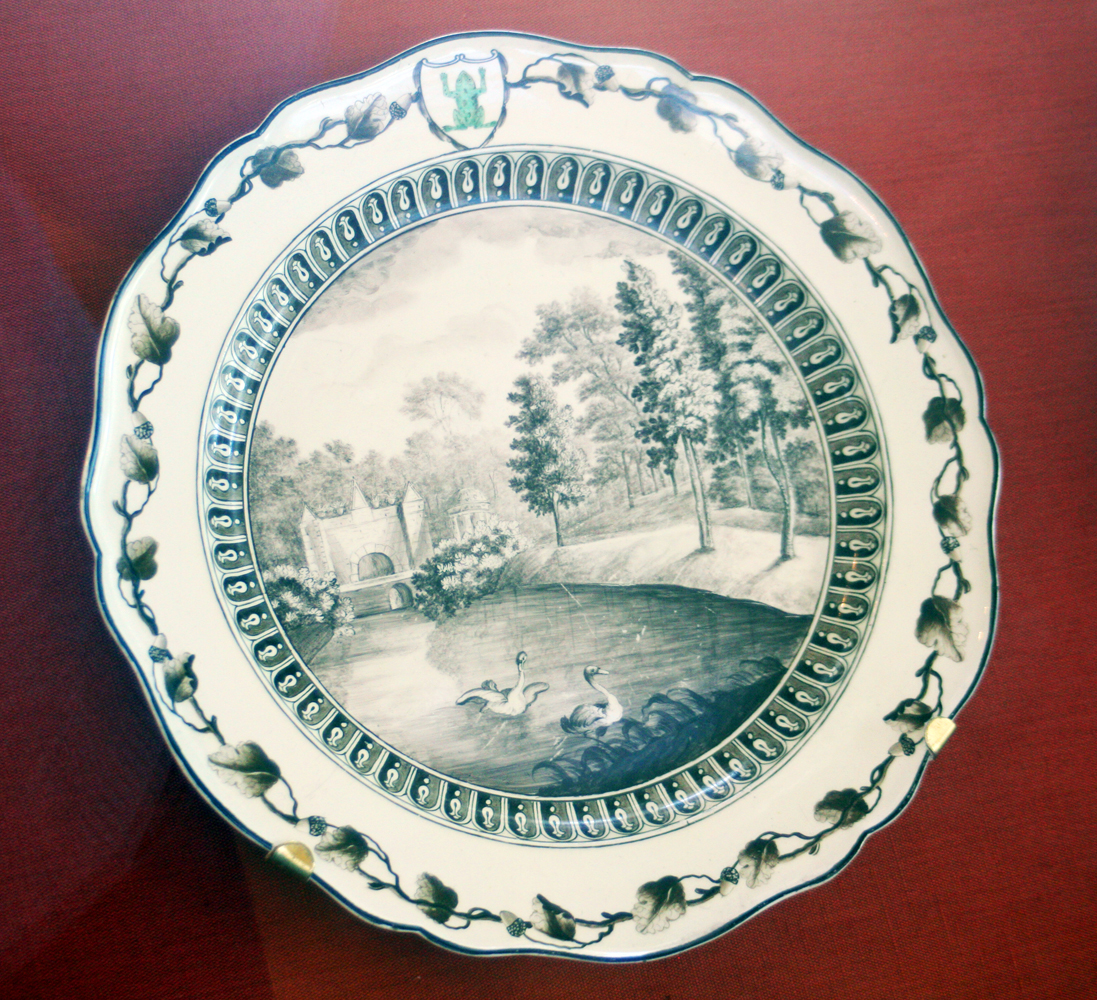
«Сервиз с зелёной лягушкой»

В России также была популярна графика Дж. Флаксмана (иллюстрации к Гомеру, Эсхилу, Данте), оказавшая влияние на рисунки и гравюры Ф.Толстого, и мелкая пластика Веджвуда — в 1773 году императрица сделала британской мануфактуре фантастический по объёму заказ на «Сервиз с зелёной лягушкой» из 952 предметов с видами Великобритании, хранящийся теперь в Эрмитаже.
В английском вкусе были исполнены миниатюры Г. И. Скородумова и А. Х. Ритта; на фарфоре воспроизводились исполненные Дж. Аткинсоном жанровые «Живописные зарисовки манер, обычаев и развлечений русских в ста раскрашенных рисунках» (1803—1804).
Британских художников во второй половине XVIII века в России работает меньше, чем французских или итальянских. Среди них наибольшую известность приобрел Ричард Бромптон, придворный художник Георга III, работавший в Петербурге в 1780—1783 гг. Ему принадлежат портреты великих князей Александра и Константина Павловичей, и принца Георга Уэльского, ставшие образцами изображения наследников в юном возрасте. Неоконченное Бромптоном изображение Екатерины на фоне флота получило воплощение в портрете императрицы в храме Минервы Д. Г. Левицкого.
Француз по происхождению П. Э. Фальконе был учеником Рейнолдса и поэтому представлял английскую школу живописи. Представленный в его произведениях традиционный английский аристократический пейзаж, восходящий к Ван Дейку английского периода, не получил широкого признания в России.
Картины Ван Дейка из коллекции Эрмитажа часто копировали, что способствовало распространению жанра костюмированного портрета. Мода на изображения в английском духе приобрела большее распространение после возвращения из Британии гравера Гавриила Скородумова, назначенного «кабинета Ея императорского величества гравером» и избранного академиком. Благодаря деятельности гравера Дж. Уокера в Петербурге распространялись гравированные копии картин Дж. Ромини, Дж. Рейнолдса, У. Хора. В записках, оставленных Дж. Уокером, много говорится о преимуществах английского портрета, а также описывается реакция на приобретенные Г. А. Потёмкиным и Екатериной II картины Рейнолдса: «манера густо накладывать краску … казалась странной … на их (русских) вкус это было чересчур». Однако как теоретик Рейнолдс был принят в России; в 1790 на русский язык были переведены его «Речи», в которых, в частности, обосновывалось право портрета принадлежать к ряду «высших» родов живописи и вводилось понятие «портрет в историческом стиле».